# MVG Medienproduktion und Vertriebsgesellschaft
Die MVG Medienproduktion und Vertriebsgesellschaft ist ein Medien- und Versandunternehmen mit Sitz in Aachen.
Die MVG bietet als ethisch motiviertes Unternehmen Dienstleistungen in den Bereichen Lettershop, Mailing, Callcenter, Fulfillment, Grafik, Medienproduktion und Redaktion. Gleichzeitig ist die MVG als Verlag und als Versandhändler tätig. Als Verlag publiziert die MVG Titel zu den Themen Entwicklungspolitik und Fairer Handel. Als Versandhändler vertreibt die MVG unter der Marke „Weltfairsand“ fair gehandelte Lebensmittel, Handwerksprodukte und Faire Präsente sowie Bücher und Musik-CDs aus und über die „Eine Welt“.
Die MVG produziert und versendet alle Publikationen des Bischöflichen Hilfswerkes Misereor sowie zahlreiche Materialien des Hilfswerkes Renovabis. Seit 2007 vertreibt die MVG außerdem alle Verkaufsmaterialien des Weltgebetstages.

## Geschichte
Die MVG wurde im Jahre 1976 als Misereor Medienproduktion und Vertriebsgesellschaft vom Bischöflichen Hilfswerk Misereor gegründet. Seitdem produziert und versendet die MVG alle Materialien zur Fastenaktion und zum Hungertuch sowie Schulmaterialien und andere Bildungs- und Informationsmedien von Misereor. 1996 kam ein Sortiment an fair gehandelten Lebensmitteln und Präsenten sowie Büchern mit Informationen aus und über die Eine Welt hinzu, das 2004 unter der Marke „Weltfairsand“ zusammengefasst wurde. Im Jahre 2001 erfolgte die Umfirmierung in MVG Medienproduktion und Vertriebsgesellschaft mbH. Inzwischen arbeitet die MVG als Dienstleistungsunternehmen für eine Vielzahl von Organisationen.

## Auszeichnungen
- 03/2012: Fairtrade-Award, Platz 3 in der Kategorie „Handel“.
- 04/2012: Mitglied der Initiative „Ethics in Business“
- 03/2013: Nominierung für den CSR-Preis der Bundesregierung und des Bundesministeriums für Arbeit & Soziales  (BMAS)

## Gesellschafter
Das Bischöfliche Hilfswerk Misereor ist alleiniger Gesellschafter der MVG.

## Ausgewählte Publikationen
- Misereor-Hungertücher
- Fastenkalender
- MISEREOR / Brot für die Welt-Fotowandkalender
- Kinder sind keine Soldaten
- Emmas OsterAbenteuer
- Emmas SchokoLaden
- Emmas WeihnachtsGeschenk
- Emmas Faire FashionShow
- Prima Klima! St(r)icheleien zur globalen Krise
- CD-ROM zum Weltgebetstag der Frauen

## Kataloge
- „Fair Schenken“: Auswahl an garantiert fair gehandelten Handwerksprodukten (inkl. Weihnachts-Sortiment), Büchern und CDs zum Thema "Eine Welt"
- „Fair Food“: Auswahl an Lebensmitteln aus garantiert Fairem Handel
- „Faire Präsente“: Präsente (z. B. für Kunden) aus garantiert Fairem Handel
- Misereor-Herbstkatalog / Misereor-Katalog: Alle Materialien zur Fastenaktion, zum Hungertuch sowie Arbeitsmaterialien des Bischöflichen Hilfswerkes Misereor
- Katalog „Materialien zum Weltgebetstag der Frauen“